# Градоначальники Новокуйбышевска
Градоначальники городского округа Новокуйбышевск, Самарской области — в период советской власти, в СССР первые секретари новокуйбышевского горкома ВКП(б) / КПСС, руководили городом на основании 6 ст. Конституции СССР о руководящей и направляющей роли партии. Наряду с ними, городом руководили Председатели горисполкома Совета народных депутатов — объединяя в себе исполнительную и представительную (законодательную) городскую власть, во главе с партией.
С 1992 года исполнительную власть города осуществляет «Глава города». Представительную (законодательную) «Председатель Новокуйбышевской городской думы».

## Руководство РСФСР (1952—1991)
| #  | Фото | Ф. И. О.                        | В должности  | В должности  |
| #  | Фото | Ф. И. О.                        | Начало       | Окончание    |
| -- | ---- | ------------------------------- | ------------ | ------------ |
| 1  |      | Карнейчик Сергей Константинович | март 1952    | июль 1952    |
| 2  |      | Токарев, Александр Максимович   | июль 1952    | декабрь 1955 |
| 3  |      | Розанов Александр Иванович      | декабрь 1955 | май 1958     |
| 4  |      | Матвеев Михаил Антонович        | май 1958     | декабрь 1958 |
| 5  |      | Орлов, Владимир Павлович        | декабрь 1958 | январь 1960  |
| 6  |      | Семенов Федор Семенович         | январь 1960  | май 1963     |
| 7  |      | Новиков Евгений Петрович        | май 1963     | апрель 1967  |
| 8  |      | Коноваленко Олег Александрович  | апрель 1967  | июль 1970    |
| 9  |      | Николаев Петр Алексеевич        | июль 1970    | апрель 1975  |
| 10 |      | Романов, Валентин Степанович    | апрель 1975  | октябрь 1978 |
| 11 |      | Кирюшкин Виктор Михайлович      | октябрь 1978 | ноябрь 1988  |
| 12 |      | Севостьянов, Юрий Викторович    | ноябрь 1988  | октябрь 1990 |
| 13 |      | Нарыкин Алексей Иванович        | октябрь 1990 | ноябрь 1991  |

| #  | Фото | Ф. И. О.                     | В должности  | В должности    |
| #  | Фото | Ф. И. О.                     | Начало       | Окончание      |
| -- | ---- | ---------------------------- | ------------ | -------------- |
| 1  |      | Кувшинов Дмитрий Дмитриевич  | 1952         | 1959           |
| 2  |      | Астахов Семен Тимофеевич     | 1959         | 1965           |
| 3  |      | Коноваленко Олег Андреевич   | 1965         | 1967           |
| 4  |      | Николаев Петр Алексеевич     | 1967         | 1970           |
| 5  |      | Романов, Валентин Степанович | 1970         | 1975           |
| 6  |      | Шлыков Михаил Федорович      | 1975         | 1979           |
| 7  |      | Шевченко Владимир Филиппович | 1979         | 1980           |
| 8  |      | Гусев Вениамин Александрович | 1980         | 1989           |
| 9  |      | Ларюшкин Николай Иванович    | 1989         | 1991           |
| 10 |      | Нефедов, Александр Петрович  | 16 июня 1991 | 6 декабря 1991 |

## Главы города Новокуйбышевск
- Нефёдов, Александр Петрович (1992—2007)
- Волков, Олег Валентинович (2007—2012)
- Коновалов, Андрей Алексеевич (2012—2016)
- Марков, Сергей Васильевич (2016—2018)
- Фомин, Владимир Николаевич (04.12.2018 — 23.09.2019 года)
- Румянцев Виталий Кузьмич (врио 23.09.2019 — 18.11.2019)
- Марков, Сергей Васильевич (18.11.2019 — 18.10.2023)
- Никерясов Владимир Иванович (врио 18.10.2023 — 21.11.2024)
- Коробков, Алексей Александрович (с 21 ноября 2024)